# Nicholas Frederick Brady
Nicholas Frederick Brady (ur. 11 kwietnia 1930 w Nowym Jorku) – amerykański bankier i polityk związany z Partią Republikańską.

## Życiorys
W 1982 roku reprezentował stan New Jersey w Senacie Stanów Zjednoczonych.
W latach 1988–1993 pełnił funkcję sekretarza skarbu Stanów Zjednoczonych w gabinetach prezydentów Ronalda Reagana i George’a H.W. Busha.